# Малоглазый макрурус
Малогла́зый макру́рус, малогла́зый долгохво́ст (лат. Albatrossia pectoralis) — вид глубоководных промысловых лучепёрых рыб, широко распространённых в северной части Тихого океана. Принадлежит к отряду трескообразные и является единственным представителем рода Albatrossia.
Малоглазый — один из наиболее крупных долгохвостов и иногда упоминается как гигантский макрурус, что отражено и в английском названии рыбы (англ. giant grenadier).

## История изучения
Своё латинское название долгохвост получил в честь американского научного судна «Альбатрос», на котором работал Чарльз Гилберт, впервые поймавший данную рыбу в конце XIX века.
Учёные отмечают недостаточную изученность их жизненного цикла и распределения.

## Описание

### Внешний вид

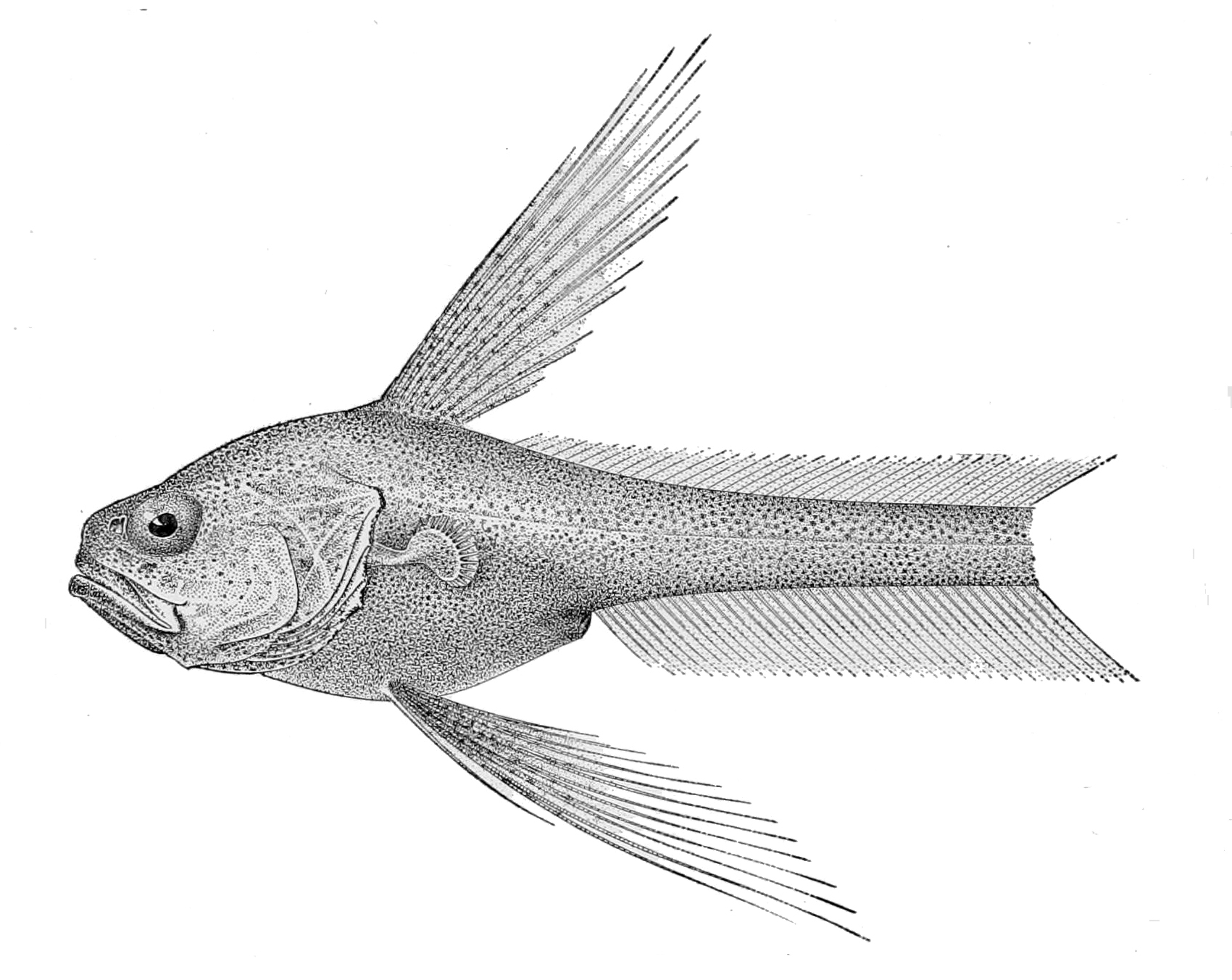
Изображение из бюллетеня Бюро рыболовства США.

Макрурус имеет массивное тело, широкую голову и лентовидную, сужающуюся хвостовую часть, сам хвостовой плавник практически нитевидный.
Рыло незначительно выдаётся над верхней челюстью, зубы на которой расположены в два ряда, на нижней — в один.
Первый спинной плавник узкий и высокий, имеет 7—9 лучей, брюшной также неширокий, имеет 7—8 лучей. Второй спинной и анальный плавники низкие, продолговатые, переходящие в хвостовой, причём второй спинной плавник начинается заметно раньше анального.
Чешуя серо-коричневая, со стальным отливом, однотонная. Плавники, боковая линия и нижняя поверхность рыла более тёмные. Чешуя легко опадает; особи, её не имеющие, светлые, с рисунком чешуйных карманов.

### Размеры
Малоглазый долгохвост является одним из наиболее крупных макрурусов, достигая 210 см в длину, масса тела может составлять несколько десятков килограммов.
В уловах обычно преобладают особи в возрасте 6—12 лет, имеющие массу до 4 килограммов, длиной 60—110 см.
Данный макрурус характеризуется высоким темпом роста, достигая к концу первого года жизни в среднем 16 см. Наибольший прирост наблюдается в первые 5—6 лет, к исходу которых рыбы достигают порядка 65 см.

### Половой диморфизм
Рыбе присущ чёткий половой диморфизм, заключающийся в превосходстве самок как по максимальным, так и по средним размерным показателям, в остальном же особи внешне схожи.

## Распространение и среда обитания
Малоглазый долгохвост обитает в северной части Тихого океана, являясь здесь одной из наиболее многочисленных и распространённых глубоководных рыб. Встречается от побережья острова Хонсю до мыса Наварин, вдоль Командорских и Алеутских островов и у побережья Северной Америки до Калифорнийского полуострова. Наиболее многочислен в Охотском море у берегов Камчатки и в водах северных Курильских островов.
Отмечается на глубинах от 140 до 3500 м, обычно в диапазоне 500—1200 м, молодь часто обитает в пелагиали на глубинах 200—1200 м.
Макрурус обитает в холодной воде (до 8 °C), в местах наибольших скоплений рыбы вода имеет температуру в диапазоне 2,5—4 °C.
Наблюдения показывают, что размер долгохвоста меняется в зависимости от среды обитания: так, наименьший средний размер имеют особи, выловленные в Охотском море; в водах Курил и Камчатки рыба крупней, достигая наибольшей длины в Беринговом море.
В 2010 году учёные впервые выловили особь долгохвоста у Фолклендских островов. Появление эндемичного северотихоокеанского вида в южной части Атлантики объяснили миграцией вместе с глубоководными течениями.

## Размножение и образ жизни
Гигантский макрурус является икромечущим видом, становясь половозрелым в возрасте 5—11 лет при размерах 65—100 см.
Особенностью образа жизни долгохвоста является раздельное обитание самок и самцов. Раньше отмечалось, что женские особи обычно ловятся на глубине 300—700 м, а мужские — ниже. Дальнейшие исследования показали, что на глубинах до 900 метров доля самцов незначительна, в диапазоне 1200—1300 м наблюдается примерно равное соотношение полов, а дальше преобладают мужские особи.
Нерест продолжается весь год, с наибольшей активностью в зимне-весеннем периоде в Охотском море и в весенне-летнем периоде в остальных районах, на значительных глубинах. Половозрелая самка содержит несколько десятков (до 400) тысяч икринок диаметром около 1,5 мм.
Молодь рыбы обитает в толще воды, переходя к придонному образу жизни при достижении размеров 50—60 см.
Не существует единой точки зрения на продолжительность жизни данного вида. Ранее считалось, что она составляет 9 лет, однако выводы были сделаны на основании ограниченных данных. Дальнейшие исследования по чешуе и отолитам показали, что предельный возраст намного больше, причём он также зависит от места обитания особи: от немногим более 20 лет в Охотском море и водах Курил до 40 лет в Беринговом море. Применение радиометрических методов позволяет предполагать, что максимальный возраст макруруса составляет 56 лет, однако подтверждённая продолжительность жизни не превышает 32 года для самок и 27 лет для мужских особей.

## Питание
Основной пищей долгохвоста являются ракообразные (креветки, крабы) и различные рыбы (анчоусы, минтай, бычки и др.), в рацион также входят головоногие и черви.
Максимальная пищевая активность характерна в летний период (с июня по сентябрь). Предполагается, что после пика нереста, приходящегося на промежуток с марта по июнь, данный вид начинает активно откармливаться.

## Макрурус и человек
Мясо рыбы характеризуется повышенным содержанием белков и в то же время низким содержанием липидов, что позволяет использовать его в диетической продукции. Крупная печень с высоким содержанием жира и витаминов и икра хорошего вкусового качества пригодны для приготовления консервов.
Долгохвосты использовались для корма пушных зверей и для переработки в жиромучную продукцию, кроме того возможна переработка рыбы в сурими.
Несмотря на большую биомассу макрурусов в тихоокеанских водах и возможность осуществления промысла круглый год, запасы рыбы в прикамчатских водах недоиспользуются, что учёные связывают со сложностью добычи на больших глубинах в этих районах, отсутствием спроса и технологий переработки.